# Kapellerlaan
De Kapellerlaan is een straat in Roermond tussen de Kapellerpoort aan de zuidkant van de binnenstad en de Kapel in 't Zand.

## Geschiedenis
In 1730 werd door Keizer Karel VI, die als hertog van Gelre over Roermond heerste, toestemming verleend tot de aanleg van de Kapellerlaan. Tot die tijd liep hier een smalle, bochtige veldweg. Deze begon bij een van de stadspoorten van Roermond, de Zwartbroekpoort (ook Kapellerpoort genoemd) en liep daarna een groot deel langs de Roer om vervolgens te eindigen bij de Kapel in 't Zand, vanaf de 15e eeuw een bekend bedevaartsoord. De weg had aanvankelijk geen belangrijke verkeersfunctie en werd vooral gezien als bedevaarts- en processieweg naar de kapel. Het enige dat tegenwoordig nog over is van deze oude weg is het voetpad achter Kapellerlaan 66 tot en met 150.

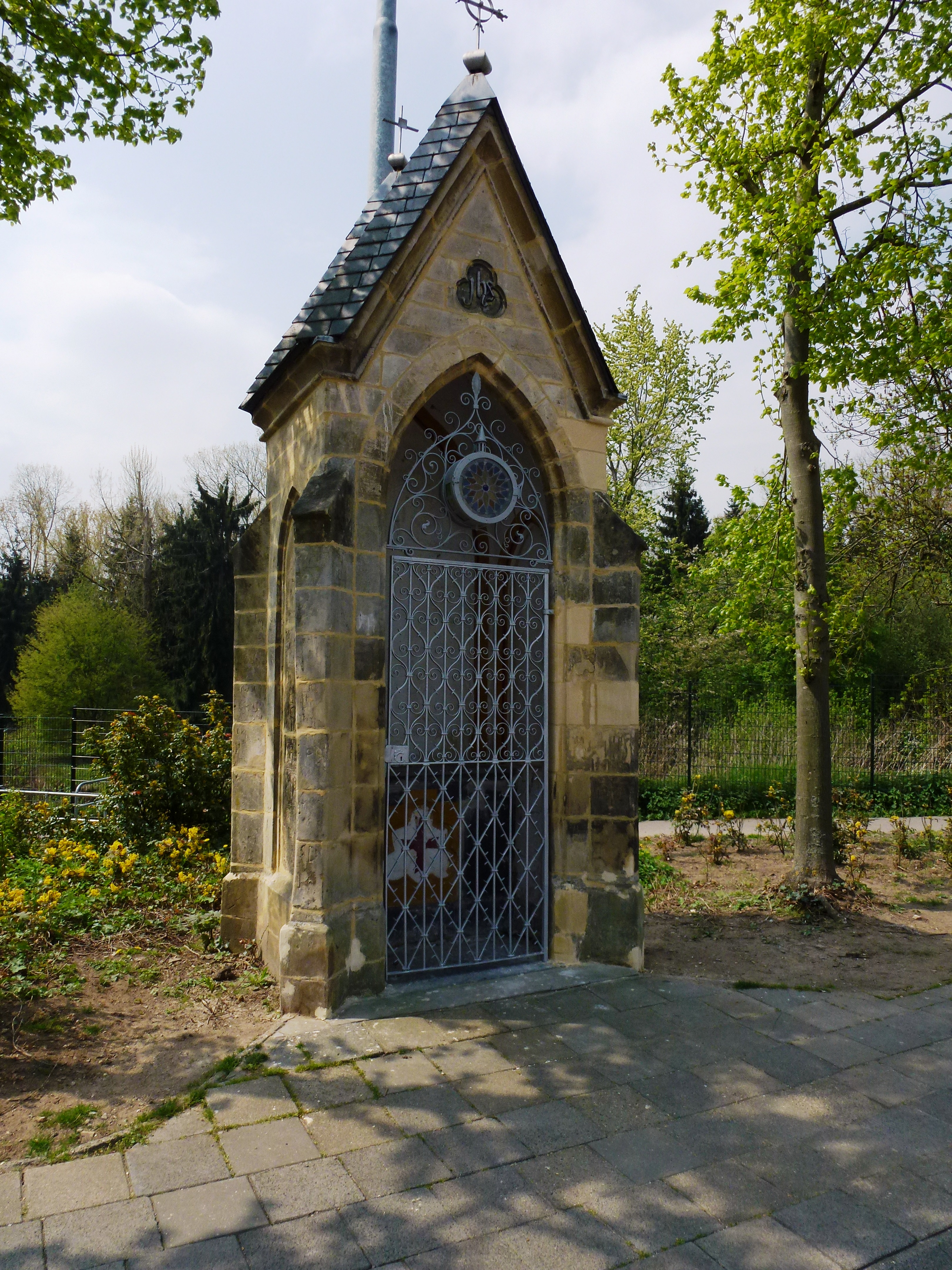
Kruiskapel uit 1874 tegenover de Prins Bernhardstraat.

Door de voortdurende afkalving van de meanderende Roer was de oever zo hoog en steil geworden dat de weggebruikers gevaar liepen. Daarnaast werd de weg nu ook gebruikt voor het verkeer vanaf de Keulse en Gulikse heerbanen. De stadspoort waar deze wegen gewoonlijk op aansloten, de Maasnielderpoort, was inmiddels gesloten. Besloten werd tot de aanleg van een nieuwe weg, die bestand was tegen de Roer en aansloot op de al bestaande heerbanen. In februari 1730 werd toestemming gegeven. Het benodigde terrein werd voor ongeveer 900 gulden onteigend. Dit en de aanleg zelf werden betaald door verkoop van de aan de vervallen wegen liggende grond. De weg werd ontworpen door landmeter Gerard Coolen. Op 20 maart 1730 werd de weg afgepaald. De weg werd vervolgens beplant met iepen. De kosten voor deze bomen zou door Maria-vereerders zijn betaald. Toen Roermond in december 1792 door de Fransen werd bezet werden de iepen omgehakt, waarschijnlijk om militaire redenen. De laan bleef boomloos tot ‘anno 1810 den 21 9ber [november] de alleye voor naer onze Lieve Vrouw in het zand te gaan [zal] aengelegt geworden’. Hierna werd de laan beplant met een dubbele rij lindebomen.

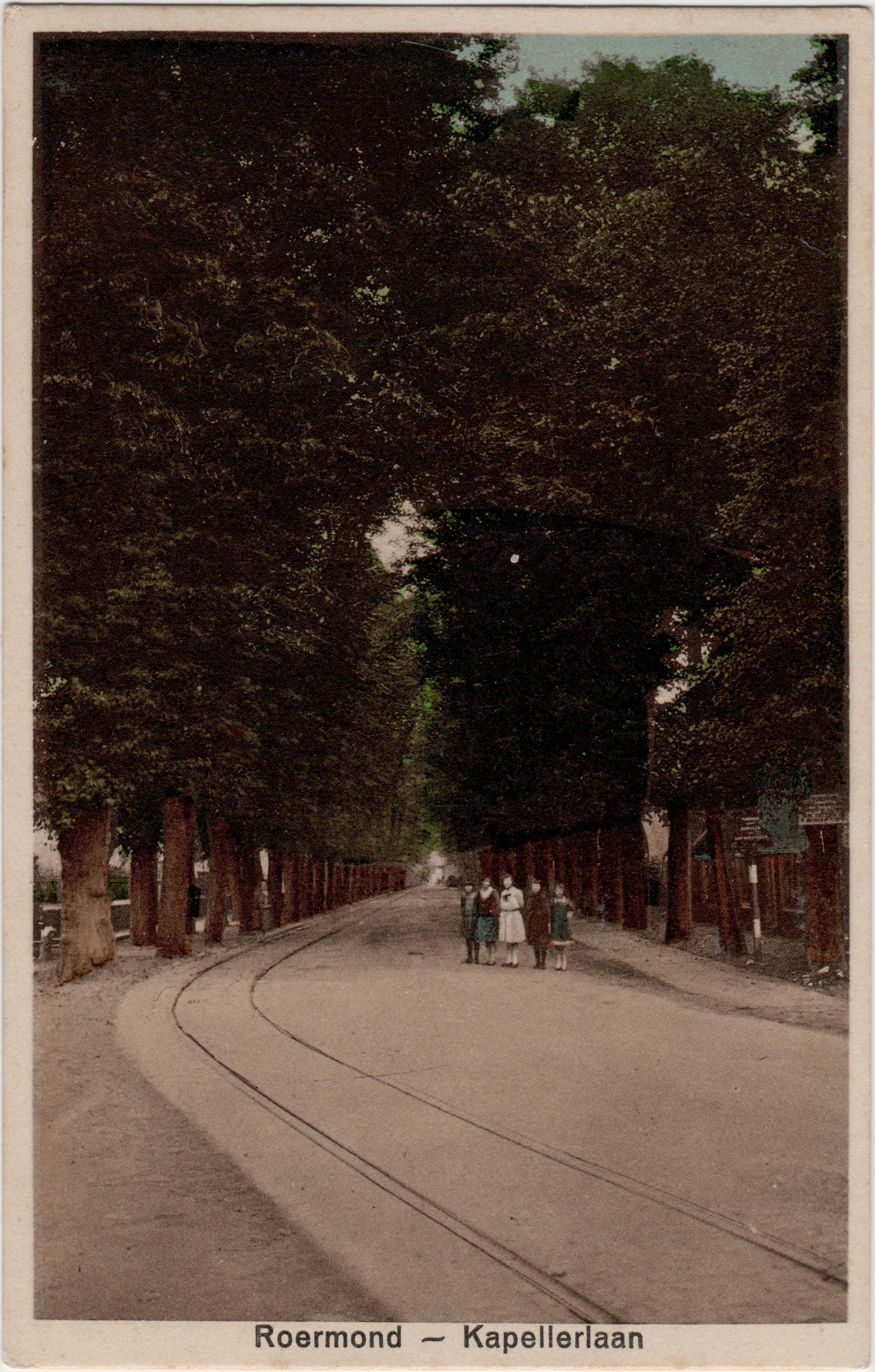
De Kapellerlaan rond 1920 met links de tramlijn Roermond-Vlodrop.

In 1874 werd op het punt op de Kapellerlaan dat Halfweg genoemd wordt, de Kruiskapel opgericht. Deze veldkapel van mergelsteen markeert de plek waar in 1632 Ernst Casimir van Nassau-Dietz zou zijn gesneuveld. Onderzoek heeft echter uitgewezen dat hij ten oosten van de binnenstad in de buurt van De Bres (Veeladingstraat) is omgekomen.
Vanaf de 19e eeuw was de laan een geliefkoosde wandelweg voor de Roermondse bevolking. Ook was hij het decor in romans van onder meer Gabriël Gorris (Kroniek van den Pappelhof en De Cleyne Klum) en Fritz Huëll. De doopsgezinde predikant Jacobus Craandijk schreef in 1879 in een van zijn ‘Wandelingen door Nederland’:

[...] 't is niet enkel om 't genot eener aangename wandeling, dat zoovelen dag aan dag de lindenlaan betreden. Zij leidt naar eene rijk versierde kapel, waar vele kreupelen en gebrekkigen in bedevaart heentrekken en waar tal van geloovigen hun gebeden komen uitstorten.

Bij grote feesten werd de laan uitbundig versierd, bijvoorbeeld in 1835 ter gelegenheid van de 400-jarige herdenking van de terugvinding van het Mariabeeldje Onze Lieve Vrouwe in 't Zand. De kroniekschrijver Sebastiaan van Beringen bericht hierover:

De geheele weg van de Capel beginnende van de eerste boomen aen de stad tot de laetsten aen de Capel, was verciert met eereboogen, festons en lofdichten, alles op het prachtigste. De onkosten soo van op den Capeller weg als rond de stad sijn betaeld door de inwoonders van Roermond.

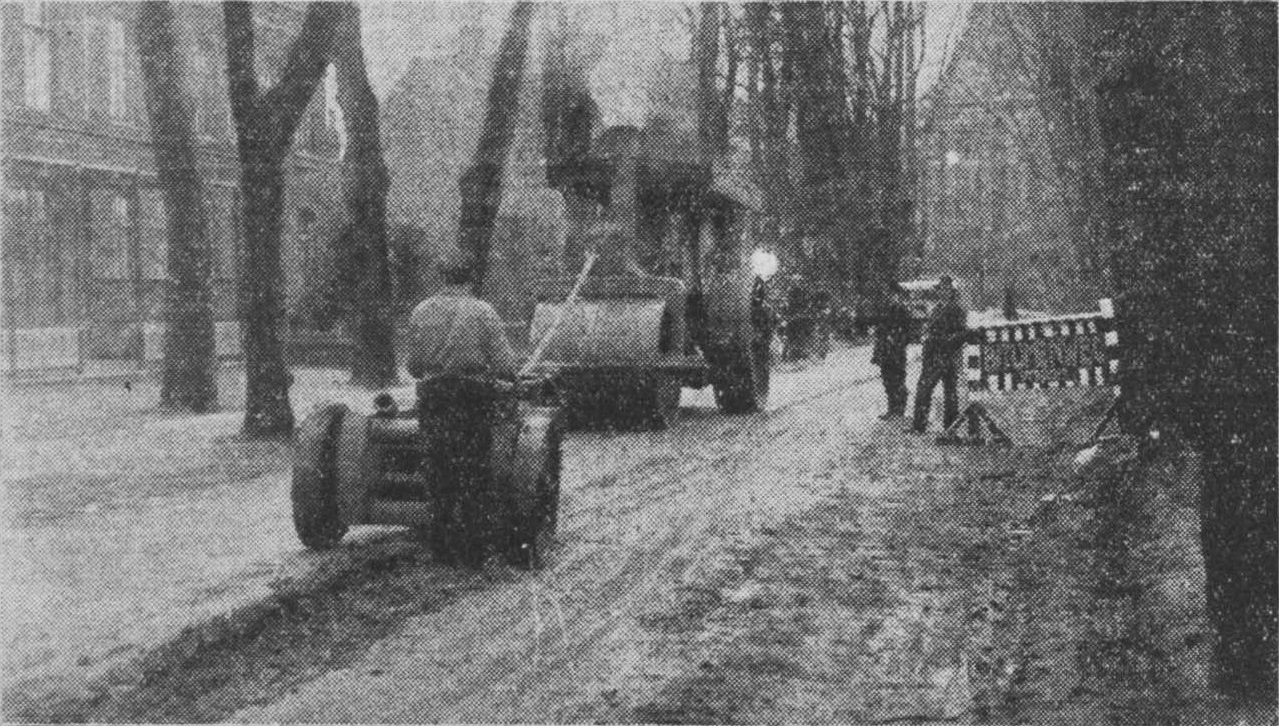
Asfaltering in 1935.

In 1865 werd de spoorlijn Maastricht - Venlo geopend, die noodgedwongen de Kapellerlaan moest doorkruisen. In 1879 opende de IJzeren Rijn die evenwijdig aan de Kapellerlaan liep. In 1915/1916 werd de tramlijn van de Centrale Limburgsche Spoorweg Maatschappij (later LTM) door de laan aangelegd. Deze tramlijn liep van Roermond, via Melick, Sint Odiliënberg en Posterholt naar Vlodrop. In 1933 werd de lijn opgeheven. Tussen 1922 en 1937 liep er bovendien ook nog de tramlijn naar Sittard, die van het Zwartbroekplein in een rechte lijn naar de Maastrichterweg liep. Pas in 1935 werd de laan geasfalteerd en werden de voetpaden betegeld. In 1938 werd de Kapellerlaan hernummerd. Kort na deze hernummering werd de Kapellerpoort van de Kapellerlaan gescheiden en kreeg deze zijn huidige naam.
Tijdens de Tweede Wereldoorlog waren op de Kapellerlaan verschillende wachtposten opgesteld tegen de verwachte invasie door het Duitse leger. Op 10 mei 1940 om 1:30 – 2,5 uur voor de Slag om Roermond – liep een groep van vijftien als Nederlandse soldaten vermomde Duitsers door de Kapellerlaan. Ze hadden als doel het veiligstellen van de Maasbrug in Roermond. Deze groep werd echter opgemerkt door soldaat Koos van den Berk, die alarm sloeg. De Nederlandse sergeant Oele ging naar hen toe en loste enkele waarschuwingsschoten. Dit zouden de eerste schoten zijn die tijdens de Tweede Wereldoorlog in de strijd tussen Nederland en Duitsland zijn gelost. Een monument aan de Kapellerlaan herinnert hieraan.
In de Tweede Wereldoorlog was op Kapellerlaan 20 het kringhuis van de NSB gevestigd, terwijl in Hotel Het Gouden Kruis bij de Kapel in 't Zand (in 1973 gesloopt) op 1 oktober 1943 de eerste vergadering van de Limburgse Onderduikorganisatie plaatsvond. De geliefde lindelaan had trouwens zwaar te lijden in de oorlog. In 1940 telde de laan nog 453 van de oorspronkelijk 590 bomen. Bij de Duitse inval in Nederland op 10 mei 1940 werden door het Nederlandse leger 10 bomen opgeblazen om als versperring te dienen. In de zomer van 1944 zaagden de Duitsers de toppen uit 90 bomen om beter uitzicht te krijgen voor hun luchtafweergeschut. Bij de terugtocht van de Duitsers in februari 1945 lieten ze nog eens 47 bomen opblazen om het de geallieerden moeilijk te maken. Na de oorlog waren nog maar 396 bomen over, waarvan een groot deel in slechte staat verkeerde. In 1946 besloot het stadsbestuur de bomen te kappen en jonge lindebomen te planten. In 1963 moesten deze echter weer gerooid worden om te voldoen aan het toenemende verkeer. In 1970 werd de laan opnieuw beplant, maar nu met boomhazelaars. Deze bleken echter niet zo sterk als gedacht. In 1997-1998 onderging de Kapellerlaan een opknapbeurt ter verhoging van de verkeersveiligheid. Tijdens deze herinrichting werd de laan met platanen beplant.

## Bebouwing

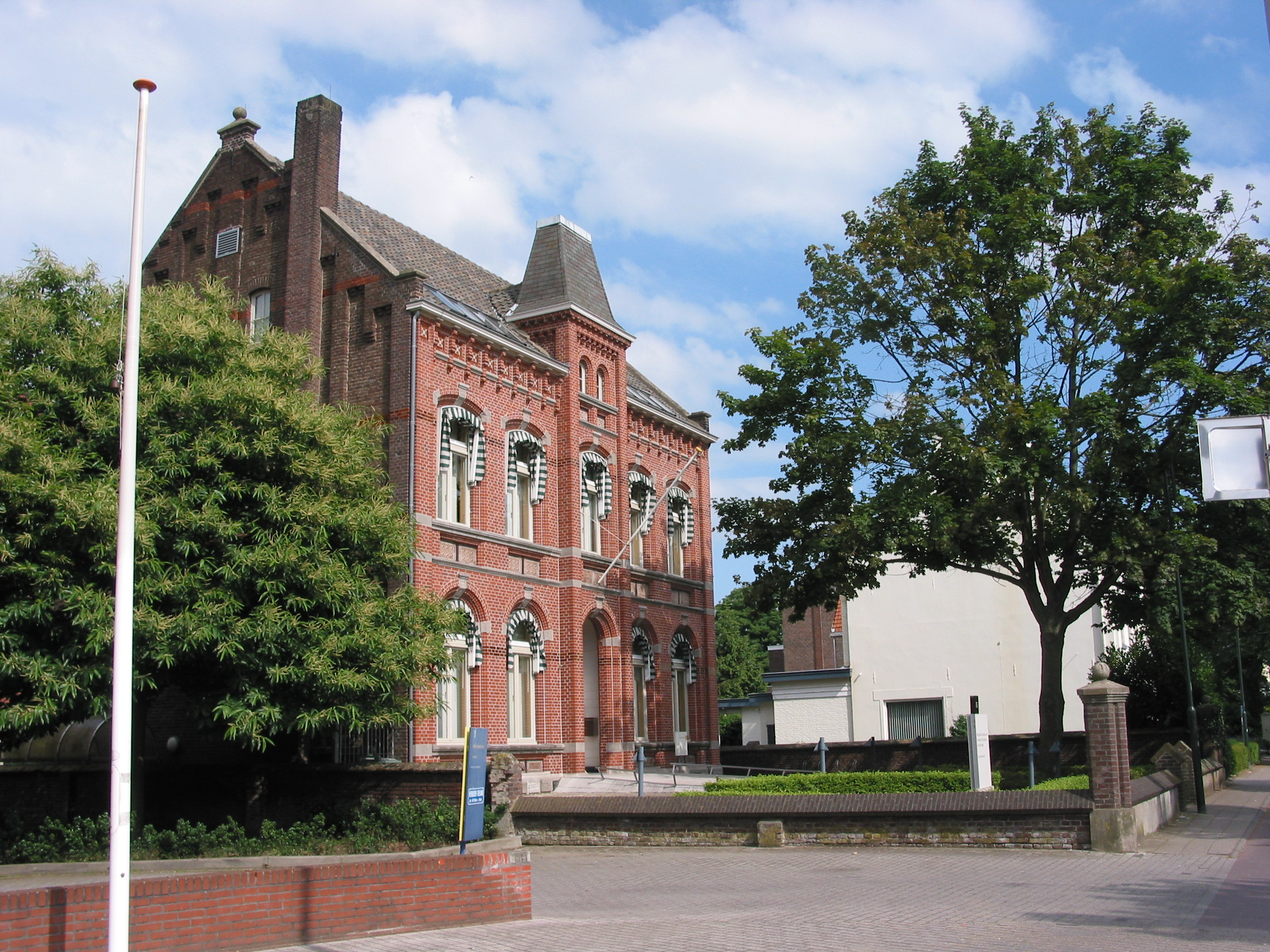
Vrijstaand herenhuis, Kapellerlaan 15. 1888.

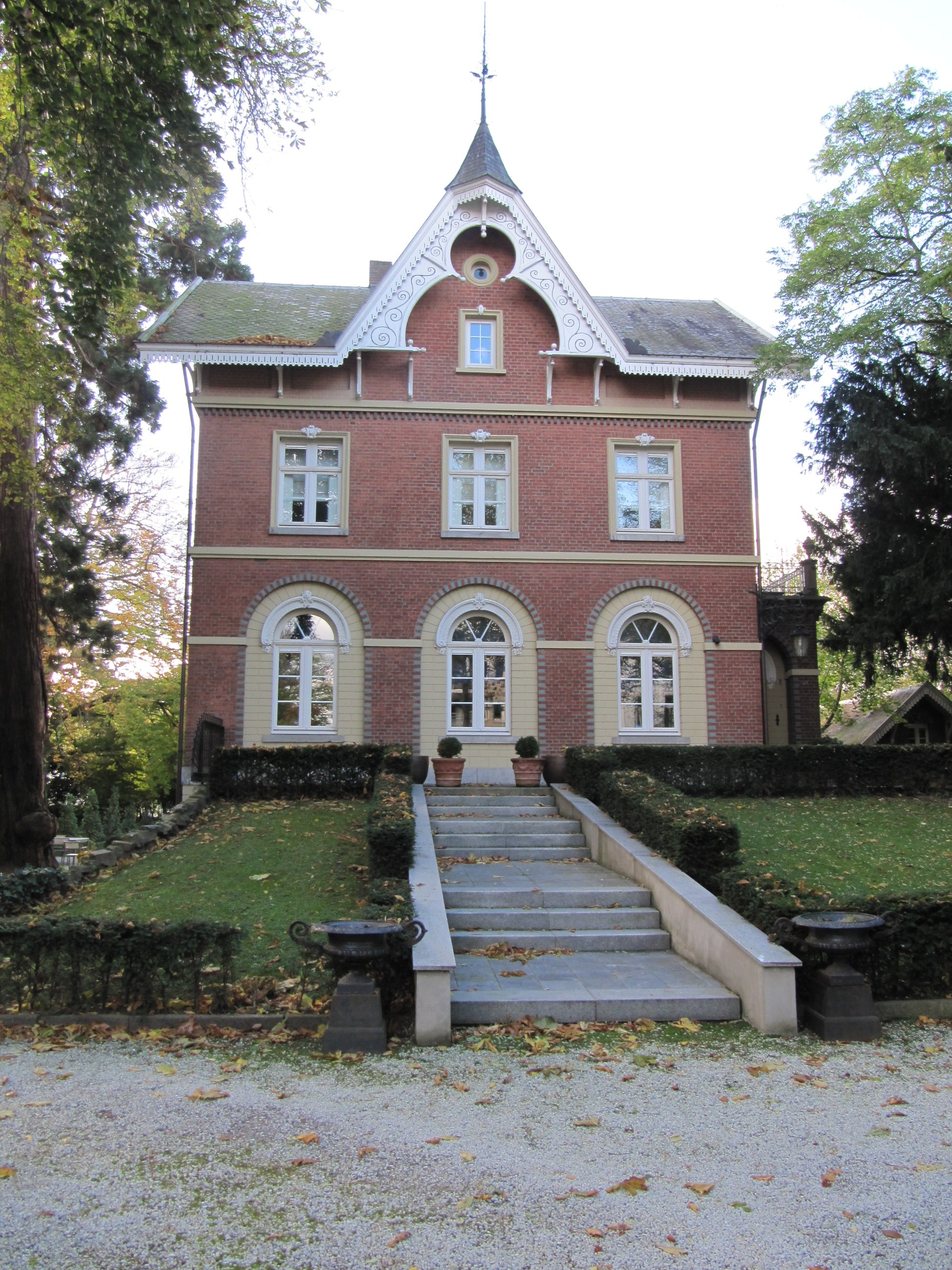
Huis Oor, een villa in Chaletstijl, Kapellerlaan 34. 1864.

Midden 19e eeuw was de Kapellerlaan nog onbebouwd, behalve het gebouw Halfweg, ter hoogte van de Prins Bernhardstraat (vroeger Halfwegsteeg genoemd), waar de schietbaan van een handboogvereniging was gevestigd. De huidige bebouwing kwam grotendeels tot stand tussen 1860 en 1940. Deze bestaat voornamelijk uit herenhuizen en een enkele villa. Een van de oudst bewaarde herenhuizen is Kapellerlaan 121 uit 1885. Ook de rij huizen Kapellerlaan 45-53 (van ‘bouwmeester’ Frans Rouleau) is van rond die tijd.
In 1911 kochten de zusters van de congregatie van de Dochters van Onze Lieve Vrouw van het Heilig Hart de in 1890 gebouwde Villa Malman (Kapellerlaan 40) en lieten in 1912 rechts een nieuwe kloostervleugel bouwen en in 1939 links een kapel en behuizing voor retraitanten in baksteen (verdwenen).
Overige bebouwing bestaat onder meer uit een vrijstaand herenhuis (nr. 15) uit 1888 (architect Jan Jorna), Huis Oor (nr. 34) uit 1864, een villa (nr. 30) uit omstreeks 1895 (architect Emanuel Corbey), een dubbel herenhuis (nr. 55-57) uit 1897 (architect Henri Delsing), Huis Windhausen (nr. 48) uit 1898 (architect Jean Speetjens), Atelier Windhausen (nr. 48A) uit 1897 (architect Henri Delsing), een dubbel herenhuis (nr. 213-215) en een villa (nr. 217) (beide ontworpen door Hubertus Mathias Bertrams), Huize Marie-Louise (nr. 179) uit 1904 (architect Frans Dupont), Huize De Spie (nr. 2) uit omstreeks 1920, de voormalige Gereformeerde kerk 'Oos Kirk' (nr. 71) uit 1920-1921 (architect Joost Klaarenbeek (sr.)), een driedubbel herenhuis (nr. 173-177) uit 1922, een dubbel herenhuis (nr. 116-118) uit 1927, Atelier Geelen (nr. 108) uit 1928 (architect Jan Bongaerts) en een herenhuis (nr. 86) uit 1935 (architect Jan Bongaerts).